# Canquili II

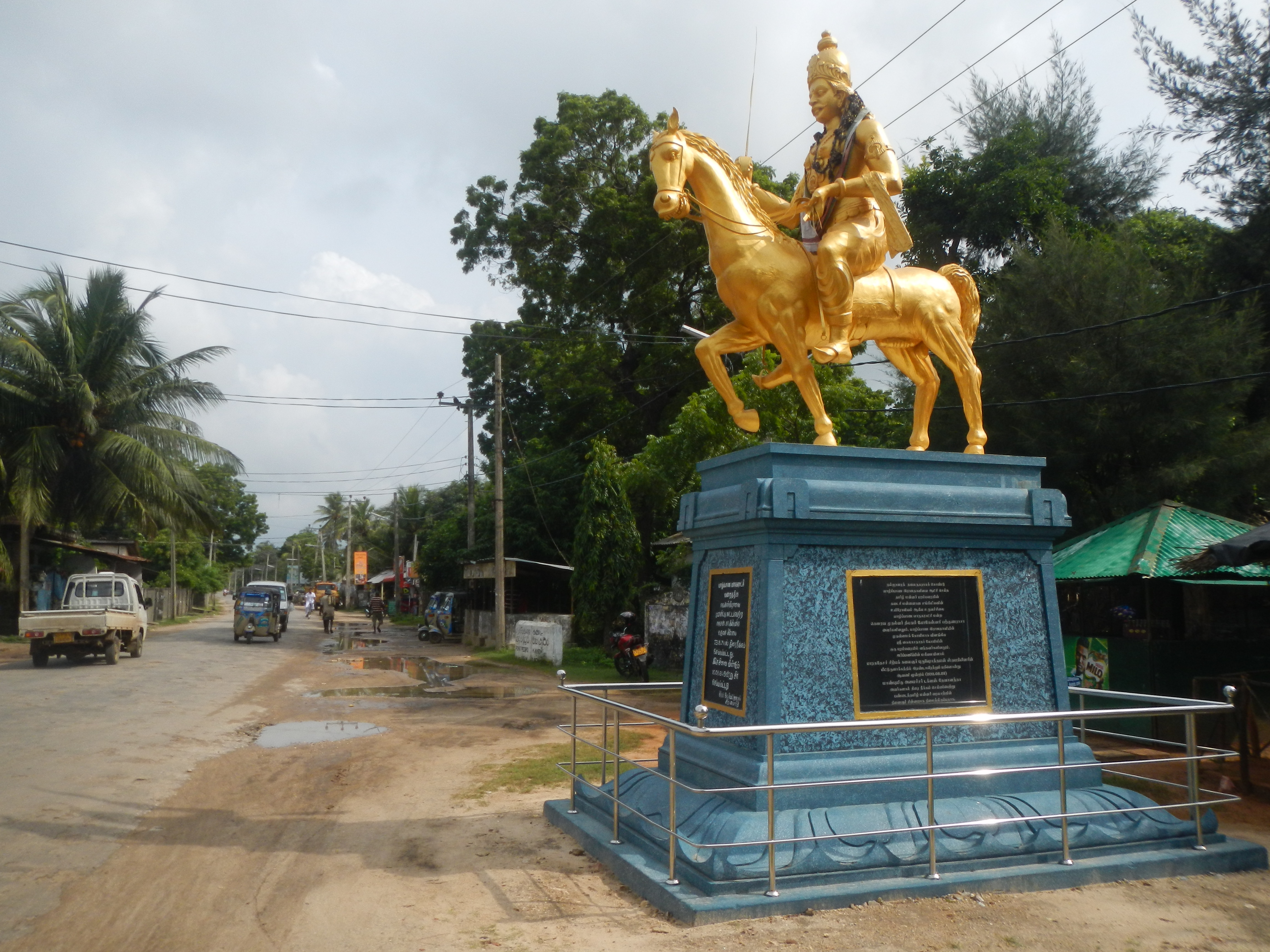
Estátua de Canquili em Jafanapatão

Canquili II (Cankili; em tâmil: சங்கிலி குமாரன்) (falecido em 1619) foi um usurpador, autoproclamado e último rei do Reino de Jafanapatão.

## Biografia
Com a morte do rei de Jafanapatão, Ethirimana Cinkam, em 1617, a regência foi entregue a Arasaqueçari e existiam três pretendentes à sucessão: a filha do soberano, um grupo de mudaliares, pró-portugueses, e Cankili II, sobrinho do falecido. Este último promoveu um golpe e um massacre palaciano que o conduziram ao poder sob o nome Segarasasecarã VIII (1617-1619). Para consolidá-lo, solicitou o reconhecimento português em Colombo. Sem resposta, e defrontando-se internamente com oposição mudaliar pró-portuguesa, o novo soberano pediu auxílio militar a corsários naiaques de Thanjavur, e permitiu a corsários do Malabar que utilizassem uma base em Neduntivu, o que constituía uma ameaça à navegação portuguesa através do estreito de Palk.
Em resposta, em junho de 1619, uma força combinada portuguesa foi enviada contra Jafanapatão. As forças navais foram derrotadas pelos corsários do Malabar. As de terra, entretanto, constituídas por 5000 homens sob o comando de Filipe de Oliveira, derrotaram as de Jafanapatão, capturando o soberano e conduzindo-o a Goa, onde foi executado na forca. Os membros diretos da família real que sobreviveram, foram deportados para Goa, tendo diversos sido encorajados (e mesmo forçados) a ingressarem como monges e freiras em diversas ordens religiosas, como medida de prevenção de futuras pretensões ao trono daquele reino. Com a execução de Segarasasecarã VIII, a linha dos reis Ariacacravarti que tinha governado o Reino de Jafanapatão durante mais de três séculos, extinguiu-se e os portugueses passaram a assumir diretamente o governo.